# 서울부민병원
서울부민병원은 서울특별시 강서구 공항대로 389 에 위치한 종합병원이다.
의료법인 인당의료재단에서 운영하는 제3병원이며, 척추·관절 특화 병원으로 알려져 있다.

## 연혁
- 2008년 11월 의료법인 인당의료재단 설립
- 2011년 4월 서울부민병원 (제3병원) 개원